# Alessio Cerci
Alessio Cerci (ur. 23 lipca 1987 w Velletri) – włoski piłkarz występujący na pozycji napastnika we włoskim klubie Hellas Verona oraz w reprezentacji Włoch.

## Kariera klubowa
Cerci urodził się w mieście Velletri, leżącym w prowincji Rzym. Piłkarskie treningi rozpoczął w zespole AS Roma. W 2003 roku trafił do składu pierwszej drużyny, a 16 maja 2004 roku zadebiutował w Serie A w ostatniej kolejce ligowej, w zremisowanym 0:0 meczu z Sampdorią. W 77. minucie spotkania zmienił Daniela Corvię. W tamtym sezonie Roma została wicemistrzem Włoch. W sezonie 2004/2005 Cerci występował w młodzieżowej drużynie Primavera i został wówczas młodzieżowym mistrzem kraju. W pierwszym zespole zaliczył dwa spotkania, a rok później (sezon 2005/2006) - jedno. Na sezon 2006/2007 Alessio został wypożyczony do drugoligowej Brescii Calcio, gdzie był rezerwowym. Latem 2007 Roma znów postanowiła wypożyczyć zawodnika, tym razem do Pisy Calcio. 9 września w meczu z Ceseną (2:1) zdobył swojego pierwszego gola w profesjonalnej piłce. W letnim okienku transferowym w 2008 roku Cerci został wypożyczony do Atalanty BC. Sezon 2009/2010 spędził już w Romie, a 26 sierpnia 2010 został sprzedany do Fiorentiny. Natomiast 23 sierpnia 2012 Cerci został sprzedany do Torino FC za 6,5 miliona euro. Latem 2014 odszedł do Atlético Madryt.

## Kariera reprezentacyjna
W latach 2004–2006 Cerci zaliczył 9 meczów i zdobył 1 gola dla reprezentacji Włoch U-19. W 2005 roku jeden razy wystąpił w kadrze U-20, a w 2007 roku został członkiem kadry U-21 prowadzonej przez Pierluigiego Casiraghiego. 16 listopada w debiucie przeciwko Azerbejdżanowi zdobył gola.